# Voie de Leloir

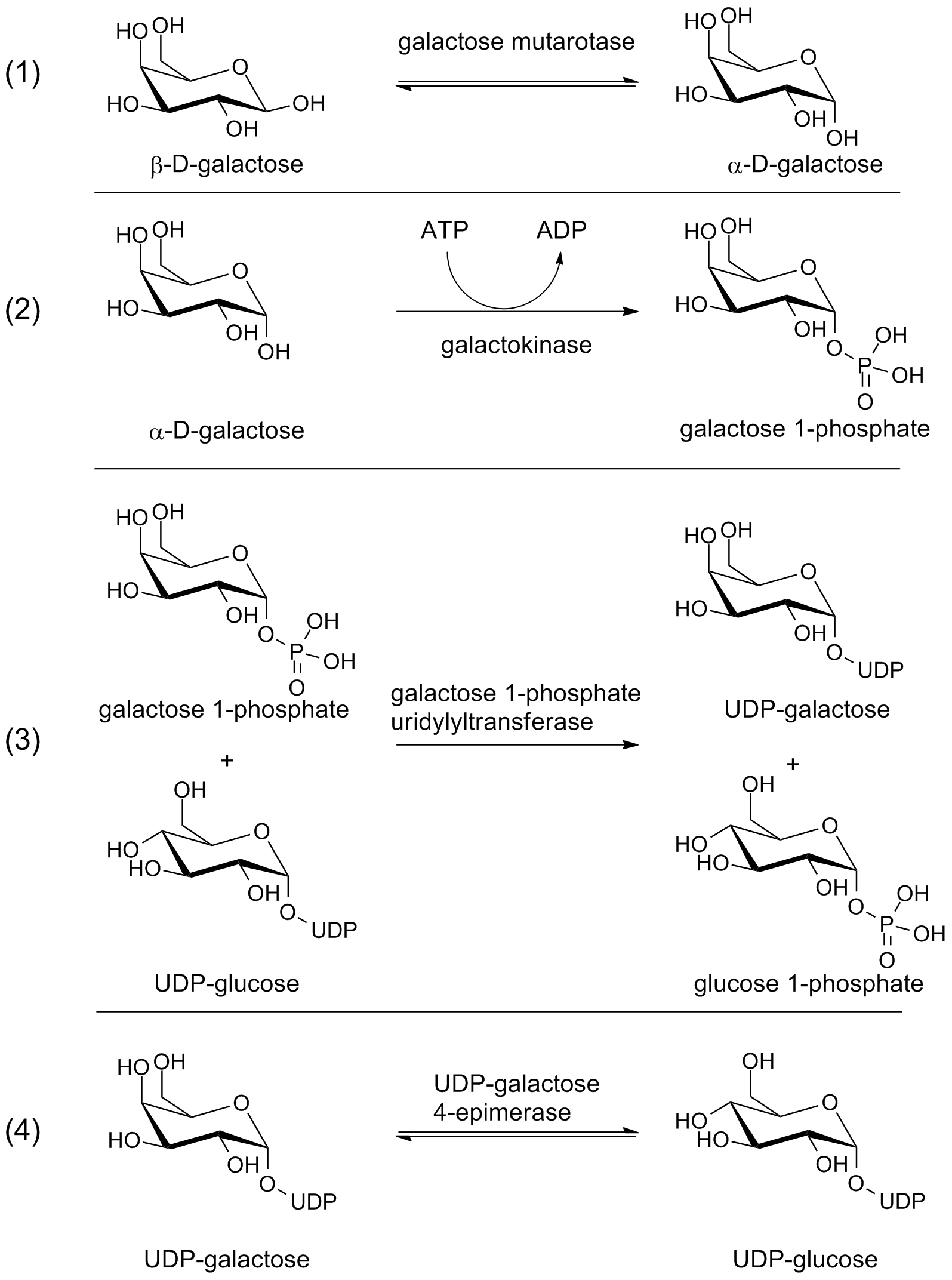
Réactions de la voie de Leloir.

La voie de Leloir est la principale voie métabolique de dégradation du galactose. Elle a été nommée ainsi d'après le biochimiste argentin et prix Nobel de chimie 1970 Luis Federico Leloir. Elle fait intervenir un ensemble d'enzymes qui convertissent le galactose en glucose-6-phosphate, qui peut ensuite être métabolisé via la glycolyse. Ces réactions sont résumées dans le tableau suivant :
| Réaction | Enzyme                                                | Description |
| --- | ----------------------------------------------------- | --- |
| β-D-galactose {\displaystyle \rightleftharpoons } α-D-galactose                                                             | Aldose 1-épimérase EC 5.1.3.3                         | Épimérisation du galactose de l'anomère β vers l'anomère α                                                                                |
| α-D-galactose + ATP {\displaystyle \rightleftharpoons } ADP + α-D-galactose-1-phosphate                                     | Galactokinase EC 2.7.1.6                              | Phosphorylation du galactose en galactose-1-phosphate                                                                                     |
| α-D-galactose-1-phosphate + UDP-α-D-glucose {\displaystyle \rightleftharpoons } α-D-glucose-1-phosphate + UDP-α-D-galactose | Galactose-1-phosphate uridylyltransférase EC 2.7.7.12 | Transfert d'un résidu d'UMP d'un UDP-glucose sur un galactose-1-phosphate pour donner un UDP-galactose en libérant un glucose-1-phosphate |
| α-D-glucose-1-phosphate {\displaystyle \rightleftharpoons } α-D-glucose-6-phosphate                                         | Phosphoglucomutase EC 5.4.2.2                         | Isomérisation du glucose-1-phosphate en glucose-6-phosphate                                                                               |
| UDP-α-D-galactose {\displaystyle \rightleftharpoons } UDP-α-D-glucose                                                       | UDP-glucose 4-épimérase EC 5.1.3.2                    | Épimérisation de l'UDP-galactose pour régénérer l'UDP-glucose                                                                             |